# Ла-Виллет (парк)
Парк Ла-Вилле́т (Виллет) (фр. parc de La Villette) в XIX округе Парижа — самый большой парк французской столицы (55 га, из них 35 га зелёных насаждений).
Архитектурное построение парка было осуществлено в 1982 г. Бернаром Чуми. Особенность парка состоит в перспективе с севера на юг. Прогулка по парку ведёт по тематическим садам, одновременно служащим в качестве площадок для игр и театральных площадок.
То там, то здесь разбросаны красные павильоны — «фоли» (folie — особнячок, загородный домик). Парк пересекает канал Урк. Северную и южную части парка соединяют два пешеходных мостика через канал, а также пересекающая весь парк прогулочная галерея с волнистой крышей.
Разнообразная культурная программа предлагает в течение всего года многочисленные развлечения: выставки, театральные постановки, концерты, цирк, вечерние сеансы кино летом на открытом воздухе…
В парке Виллет находятся:

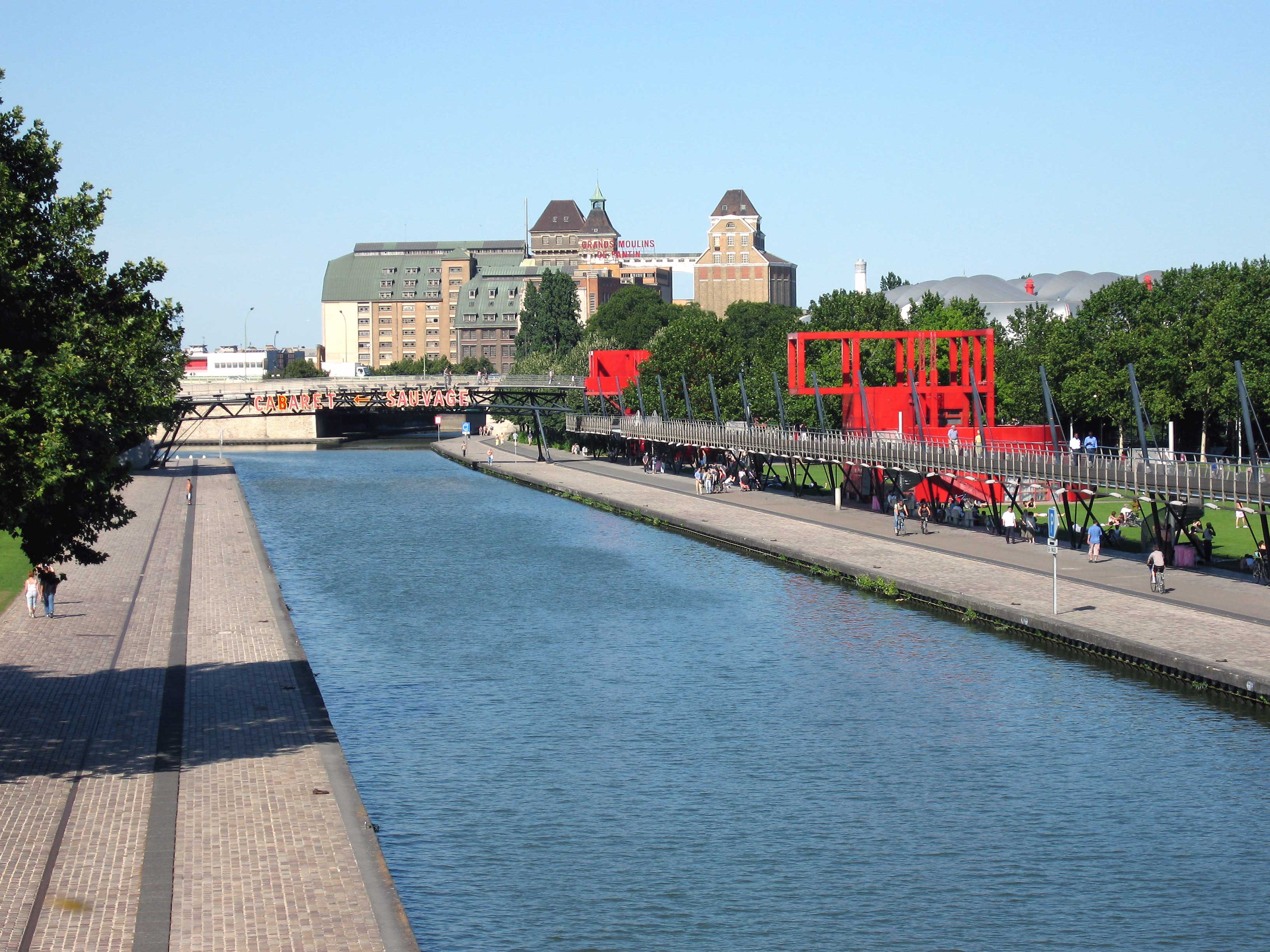
Канал Урк, вдали — бывшие мукомольни Парижа, справа виднеется серая крыша концертного зала Зенит

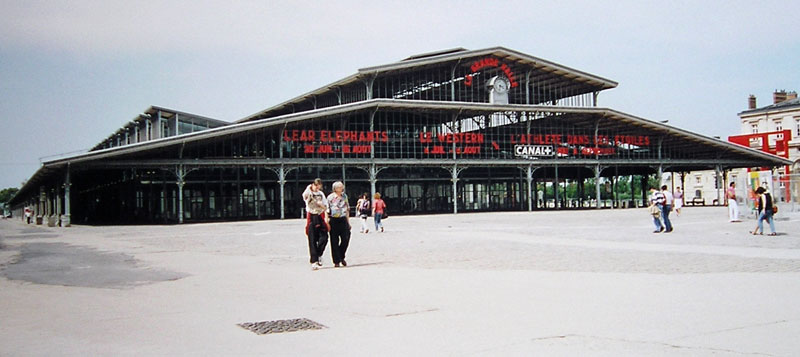
Гранд-Аль в южной части парка Ля Вилетт

- Городок науки и индустрии (Париж), торжественно открытый 13 марта 1986 г. (ночь прохождения кометы Галлея), с музеем и медиатекой;
- кинозал Жеод;
- Музыкоград (Париж);
- Парижская Высшая национальная консерватория музыки и танца;
- павильон Поля Делуврие (Paul Delouvrier);
- концертный зал из надувной конструкции Зенит (Париж);
- Гранд-Аль с книжным магазином;
- тематические сады:
  - бамбуковый сад,
  - сад детских страхов,
  - сад виноградных лоз,
  - сад равновесия,
  - сад с островами,
  - сад с зеркалами,
  - сад с дюнами,
  - эквилибристский сад,
  - сад с драконом.
- аттракцион Синакс;
- подводная лодка «Аргонавт»;
- Зал «Кабаре соваж» (Le Cabaret sauvage)
- театр «Пари-Виллет»;
- «Тармак»;
- Вилеттский Дом;
- конно-спортивный центр;
- шапито;
- музыкальный киоск;
- детские карусели;
- Конно-спортивный центр;
- Международный театр французского языка;
- Театр Пари-Виллет (Paris-Villette)

От парка Виллет до парка Бют-Шомон идёт аллея Дариуса Мийо, а на речном кораблике можно доплыть до Сталинградской площади, а дальше через шлюзы и по каналу Сен-Мартен до площади Бастилии и Сены.